# Kamienica przy ulicy Długiej 7 w Krakowie
Kamienica przy ulicy Długiej 7 – zabytkowa kamienica znajdująca się w Krakowie, w dzielnicy I przy ul. Długiej, na Kleparzu.
Kamienica została wzniesiona w 1874 roku według projektu architekta Jacka Matusińskiego.
23 sierpnia 1988 budynek został wpisany do rejestru zabytków. Znajduje się także w gminnej ewidencji zabytków.